# Earl of Tankerville
Earl of Tankerville ist ein erblicher britischer Adelstitel, der einmal als französischer Adelstitel, einmal in der Peerage of England und einmal in der Peerage of Great Britain verliehen wurde.
Der Titel ist nach dem Ort Tancarville in der Normandie benannt.

## Verleihungen

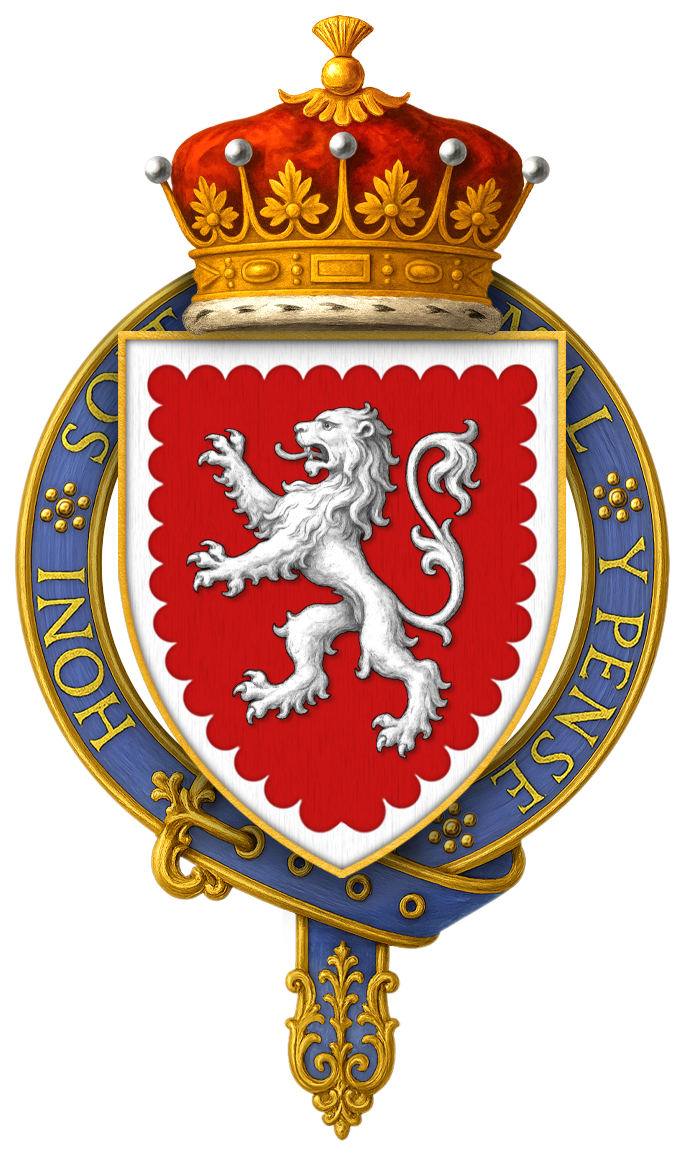
Wappen des 1. Earl of Tankerville (erster Verleihung)

### Erste Verleihung von 1418

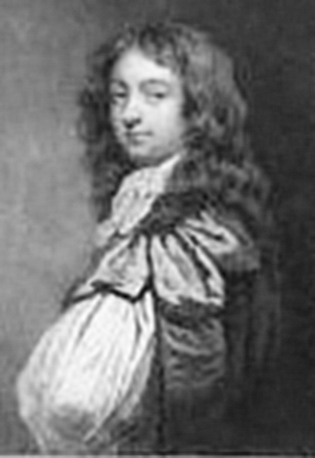
Ford Grey, 1. Earl of Tankerville (zweiter Verleihung)

Während des Hundertjährigen Kriegs wurde nach der englischen Eroberung der Normandie der Militär John Grey vom englischen König am 31. Januar 1419 zum Comte de Tancarville erhoben, nachdem der französische Graf von Tancarville, Guillaume IV. de Melun 1415 bei Azincourt gefallen war. Damit gehörte der Titel nicht zur Peerage of England, sondern ersetzte den französischen Titel. John Grey fiel 1421. Sein Sohn Henry verlor durch die Rückeroberung der Normandie durch Frankreich in den 1440er Jahren seine französischen Besitzungen. Dessen Sohn Richard Grey führte den Titel Graf von Tancarville nicht mehr, sondern führte stattdessen den Titel Lord of Powis.

### Zweite Verleihung 1695
In zweiter Verleihung wurde der Titel am 11. Juni 1695 in der Peerage of England für Ford Grey, 3. Baron Grey of Werke neugeschaffen. Ford Grey war ein Nachfahre des Bruders von John Grey, Graf von Tancarville. Zusammen mit dem Earldom wurde Grey der Titel Viscount Glendale verliehen. Er hatte 1675 von seinem Vater Ralph Grey, 2. Baron Grey of Werke (1630–1675), die Titel 3. Baron Grey of Werke, of Chillingham in the County of Northumberland, und 3. Baronet, of Chillingham in the County of Northumberland, geerbt, die am 11. Februar 1624 und 15. Juni 1619 in der Peerage bzw. Baronetage of England seinem Großvater William Grey († 1674), verliehen worden waren. Earldom und Viscountcy erloschen, als er am 24. Juni 1701 ohne Söhne starb. Die Baronie und Baronetcy fielen an seinen Bruder Ralph Grey, 4. Baron Grey of Werke (1661–1706) und erloschen bei dessen Tod am 20. Juni 1706.

Wappen der Earls of Tankerville (dritter Verleihung)

### Dritte Verleihung 1714
In dritter Verleihung wurde der Titel am 19. Oktober 1714 in der Peerage of Great Britain an Charles Bennet, 2. Baron Ossulston verliehen. Dieser hatte 1695 die älteste überlebende Tochter des Earls zweiter Verleihung, Lady Mary Grey, geheiratet. Er hatte außerdem 1695 von seinem Vater John Bennet, 1. Baron Ossulston (1618–1695), den Titel Baron Ossulston, of Ossulston in the County of Middlesex, geerbt, der diesem 1682 in der Peerage of England verliehen worden war.
Der spätere 6. Earl erbte am 20. Mai 1859 durch Writ of Acceleration vorzeitig den väterlichen Titel Baron Ossulston und nahm so noch zu Lebzeiten seines Vaters, des 5. Earls, einen Sitz im House of Lords ein. Beim Tod seines Vaters beerbte er diesen auch als Earl.
Heutiger Titelinhaber ist Peter Bennet, als 10. Earl.

## Liste der Earls of Tankerville

### Grafen von Tancarville, erste Verleihung (1419)
- John Grey, Graf von Tancarville († 1421)
- Henry Grey, Graf von Tancarville (1419–1450)

### Earls of Tankerville, zweite Verleihung (1695)
- Ford Grey, 1. Earl of Tankerville (1655–1701)

### Earls of Tankerville, dritte Verleihung (1714)
- Charles Bennet, 1. Earl of Tankerville (1674–1722)
- Charles Bennet, 2. Earl of Tankerville (1697–1753)
- Charles Bennet, 3. Earl of Tankerville (1716–1767)
- Charles Bennet, 4. Earl of Tankerville (1743–1822)
- Charles Bennet, 5. Earl of Tankerville (1776–1859)
- Charles Bennet, 6. Earl of Tankerville (1810–1899)
- George Bennet, 7. Earl of Tankerville (1852–1931)
- Charles Bennet, 8. Earl of Tankerville (1897–1971)
- Charles Bennet, 9. Earl of Tankerville (1921–1980)
- Peter Bennet, 10. Earl of Tankerville (* 1956)

Mutmaßlicher Titelerbe (Heir Presumptive) ist der Cousin des aktuellen Titelinhabers Adrian Bennet (* 1958).